# Parafia Nawiedzenia Najświętszej Maryi Panny w Konstantynowie Łódzkim
Parafia pw. Nawiedzenia Najświętszej Maryi Panny – rzymskokatolicka parafia znajdująca się w Konstantynowie Łódzkim-Srebrnej, należąca do dekanatu konstantynowskiego w archidiecezji łódzkiej.

## Historia kościoła
Kościół wybudowany został w roku 1887 według projektu Ignacego Markiewicza, utrzymany w stylu neogotyckim z elementami neoromańskimi. Konsekracji kościoła w 1890 roku dokonał ówczesny arcybiskup warszawski Wincenty Teofil Chościak Popiel. W 2004 dokonano rozbudowy budynku. 
Parafię zamieszkuje 940 mieszkańców.

## Proboszczowie
- 1974 - 1995 – ks. Kazimierz Janik
- 1995 - 1999 – ks. Edmund Suchorski
- 1999 - 2006 – ks. Tadeusz Weber
- 2006 - 2013 – ks. Marek Wochna
- 2013 - obecnie – ks. Roman Piwowarczyk